# Judô nos Jogos Olímpicos de Verão de 2000 - Até 73 kg masculino
A competição até 73 kg masculino do judô nos Jogos Olímpicos de Verão de 2000 foi disputada em 18 de setembro no Sydney Convention and Exhibition Centre. Um total de 34 homens competiram neste evento, limitado a judocas cujo peso corporal fosse menor ou igual a 73 kg.

## Medalhistas
| Ouro   | ITA Giuseppe Maddaloni                       |
| Prata  | BRA Tiago Camilo                             |
| Bronze | BLR Anatoly Laryukhov LAT Vsevolods Zeļonijs |

## Resultados
Os resultados das competições foram estes:

### Chaves principais

#### Grupo A
|  | Dezesseis-avos de final   | Dezesseis-avos de final   | Dezesseis-avos de final |  |  | Oitavas de final       | Oitavas de final       | Oitavas de final  |      |                    | Quartas de final   | Quartas de final  | Quartas de final |  |  | Semifinais | Semifinais | Semifinais |
|  |                           |                           |                         |  |  |                        |                        |                   |      |                    |                    |                   |                  |  |  |            |            |            |
|  | ROM Claudiu Baștea        | ROM Claudiu Baștea        | 0010                    |  |  |                        |                        |                   |      |                    |                    |                   |                  |  |  |            |            |            |
|  | JPN Kenzo Nakamura        | JPN Kenzo Nakamura        | 0110                    |  |  | JPN Kenzo Nakamura     | JPN Kenzo Nakamura     | 1001              |      |                    |                    |                   |                  |  |  |            |            |            |
|  | AUT Christoph Stangl      | AUT Christoph Stangl      | 0000                    |  |  | POL Jarosław Lewak     | POL Jarosław Lewak     | 0000              |      |                    |                    |                   |                  |  |  |            |            |            |
|  | POL Jarosław Lewak        | POL Jarosław Lewak        | 1000                    |  |  |                        |                        |                   |      | JPN Kenzo Nakamura | JPN Kenzo Nakamura | 0001              |                  |  |  |            |            |            |
|  | USA Jimmy Pedro           | USA Jimmy Pedro           | 0001                    |  |  |                        | KOR Choi Yong-sin      | KOR Choi Yong-sin | 1010 |                    |                    |                   |                  |  |  |            |            |            |
|  | KOR Choi Yong-sin         | KOR Choi Yong-sin         | 0010                    |  |  | KOR Choi Yong-sin      | KOR Choi Yong-sin      | 0110              |      |                    |                    |                   |                  |  |  |            |            |            |
|  | BAR Andrew Payne          | BAR Andrew Payne          | 0010                    |  |  | ARG Sebastian Alquati  | ARG Sebastian Alquati  | 0001              |      |                    |                    |                   |                  |  |  |            |            |            |
|  | ARG Sebastian Alquati     | ARG Sebastian Alquati     | 1010                    |  |  |                        |                        |                   |      |                    | KOR Choi Yong-sin  | KOR Choi Yong-sin | 0001             |  |  |            |            |            |
|  | PUR Carlos Méndez         | PUR Carlos Méndez         | 0000                    |  |  |                        | BRA Tiago Camilo       | BRA Tiago Camilo  | 1000 |                    |                    |                   |                  |  |  |            |            |            |
|  | HUN Miklós Illyés         | HUN Miklós Illyés         | 0200                    |  |  | HUN Miklós Illyés      | HUN Miklós Illyés      | 0000              |      |                    |                    |                   |                  |  |  |            |            |            |
|  | POR Michel Almeida        | POR Michel Almeida        | 0200                    |  |  | POR Michel Almeida     | POR Michel Almeida     | 1002              |      |                    |                    |                   |                  |  |  |            |            |            |
|  | VEN Eduardo Manglés       | VEN Eduardo Manglés       | 0011                    |  |  |                        |                        |                   |      | POR Michel Almeida | POR Michel Almeida | 0101              |                  |  |  |            |            |            |
|  | TOG Kouami Sacha Denanyoh | TOG Kouami Sacha Denanyoh | 0000                    |  |  |                        | BRA Tiago Camilo       | BRA Tiago Camilo  | 0101 |                    |                    |                   |                  |  |  |            |            |            |
|  | ALG Noureddine Yagoubi    | ALG Noureddine Yagoubi    | 0210                    |  |  | ALG Noureddine Yagoubi | ALG Noureddine Yagoubi | 0010              |      |                    |                    |                   |                  |  |  |            |            |            |
|  | BRA Tiago Camilo          | BRA Tiago Camilo          | 1010                    |  |  | BRA Tiago Camilo       | BRA Tiago Camilo       | 1110              |      |                    |                    |                   |                  |  |  |            |            |            |
|  | ISR Gil Offer             | ISR Gil Offer             | 0100                    |  |  |                        |                        |                   |      |                    |                    |                   |                  |  |  |            |            |            |

#### Grupo B
|  | Dezesseis-avos de final | Dezesseis-avos de final | Dezesseis-avos de final |  |  | Oitavas de final       | Oitavas de final       | Oitavas de final       |      |                        | Quartas de final       | Quartas de final       | Quartas de final |  |  | Semifinais | Semifinais | Semifinais |
|  |                         |                         |                         |  |  |                        |                        |                        |      |                        |                        |                        |                  |  |  |            |            |            |
|  | GEO Giorgi Revazishvili | GEO Giorgi Revazishvili | 0011                    |  |  |                        |                        |                        |      |                        |                        |                        |                  |  |  |            |            |            |
|  | UZB Andrey Shturbabin   | UZB Andrey Shturbabin   | 1001                    |  |  | UZB Andrey Shturbabin  | UZB Andrey Shturbabin  | 0000                   |      |                        |                        |                        |                  |  |  |            |            |            |
|  | LAT Vsevolods Zeļonijs  | LAT Vsevolods Zeļonijs  | 1001                    |  |  | LAT Vsevolods Zeļonijs | LAT Vsevolods Zeļonijs | 1010                   |      |                        |                        |                        |                  |  |  |            |            |            |
|  | HAI Ernst Laraque       | HAI Ernst Laraque       | 0000                    |  |  |                        |                        |                        |      | LAT Vsevolods Zeļonijs | LAT Vsevolods Zeļonijs | 0001                   |                  |  |  |            |            |            |
|  | ITA Giuseppe Maddaloni  | ITA Giuseppe Maddaloni  | 0201                    |  |  |                        | ITA Giuseppe Maddaloni | ITA Giuseppe Maddaloni | 0011 |                        |                        |                        |                  |  |  |            |            |            |
|  | SAM Travolta Waterhouse | SAM Travolta Waterhouse | 0000                    |  |  | ITA Giuseppe Maddaloni | ITA Giuseppe Maddaloni | 1000                   |      |                        |                        |                        |                  |  |  |            |            |            |
|  | GER Martin Schmidt      | GER Martin Schmidt      | 0001                    |  |  | TUN Hassen Moussa      | TUN Hassen Moussa      | 0000                   |      |                        |                        |                        |                  |  |  |            |            |            |
|  | TUN Hassen Moussa       | TUN Hassen Moussa       | 0010                    |  |  |                        |                        |                        |      |                        | ITA Giuseppe Maddaloni | ITA Giuseppe Maddaloni | 1000             |  |  |            |            |            |
|  | UKR Gennadiy Bilodid    | UKR Gennadiy Bilodid    | 1010                    |  |  |                        | BLR Anatoly Laryukhov  | BLR Anatoly Laryukhov  | 0010 |                        |                        |                        |                  |  |  |            |            |            |
|  | CUB Hector Lombard      | CUB Hector Lombard      | 0020                    |  |  | UKR Gennadiy Bilodid   | UKR Gennadiy Bilodid   | 0222                   |      |                        |                        |                        |                  |  |  |            |            |            |
|  | RUS Vitaliy Makarov     | RUS Vitaliy Makarov     | 0011                    |  |  | KAZ Askhat Shakharov   | KAZ Askhat Shakharov   | 0010                   |      |                        |                        |                        |                  |  |  |            |            |            |
|  | KAZ Askhat Shakharov    | KAZ Askhat Shakharov    | 1010                    |  |  |                        |                        |                        |      | UKR Gennadiy Bilodid   | UKR Gennadiy Bilodid   | 0100                   |                  |  |  |            |            |            |
|  | PER Germán Velasco      | PER Germán Velasco      | 1020                    |  |  |                        | BLR Anatoly Laryukhov  | BLR Anatoly Laryukhov  | 1000 |                        |                        |                        |                  |  |  |            |            |            |
|  | AUS Thomas Hill         | AUS Thomas Hill         | 0010                    |  |  | PER Germán Velasco     | PER Germán Velasco     | 0010                   |      |                        |                        |                        |                  |  |  |            |            |            |
|  | FRA Ferrid Kheder       | FRA Ferrid Kheder       | 0010                    |  |  | BLR Anatoly Laryukhov  | BLR Anatoly Laryukhov  | 1000                   |      |                        |                        |                        |                  |  |  |            |            |            |
|  | BLR Anatoly Laryukhov   | BLR Anatoly Laryukhov   | 1000                    |  |  |                        |                        |                        |      |                        |                        |                        |                  |  |  |            |            |            |

### Final
|  | Final                  |                        |      |
|  |                        |                        |      |
|  | BRA Tiago Camilo       | BRA Tiago Camilo       | 0000 |
|  | ITA Giuseppe Maddaloni | ITA Giuseppe Maddaloni | 1002 |